# 卡绍里亚堡
卡绍里亚堡（義大利語：Castiglione a Casauria）是意大利佩斯卡拉省的一个市镇。总面积16平方公里，人口866人，人口密度54.1人/平方公里（2009年）。ISTAT代码为068009。